# Tofieldia calyculata
Espèce
Classification phylogénétique
Le tofieldie caliculée (Tofieldia calyculata) est une plante herbacée vivace de la famille des Liliacées. Elle est classée parfois dans la famille des Tofieldiaceae.

## Description
Tofieldia calyculata est une plante vivace, glabre mesurant de 20 à 30 centimètres de hauteur. Les feuilles sont en forme d'épée, presque toutes basales. Les fleurs sont jaune verdâtre, parfois lavées de rouge, avec une bractée verte membraneuse à 3 lobes, en épi allongé ou serré.
La floraison a lieu de juin à août.

## Habitat
Tofieldia calyculata se trouve dans les tourbières de montagne d'Europe septentrionale, notamment dans les Pyrénées, les Alpes et le massif du Jura.

## Galerie

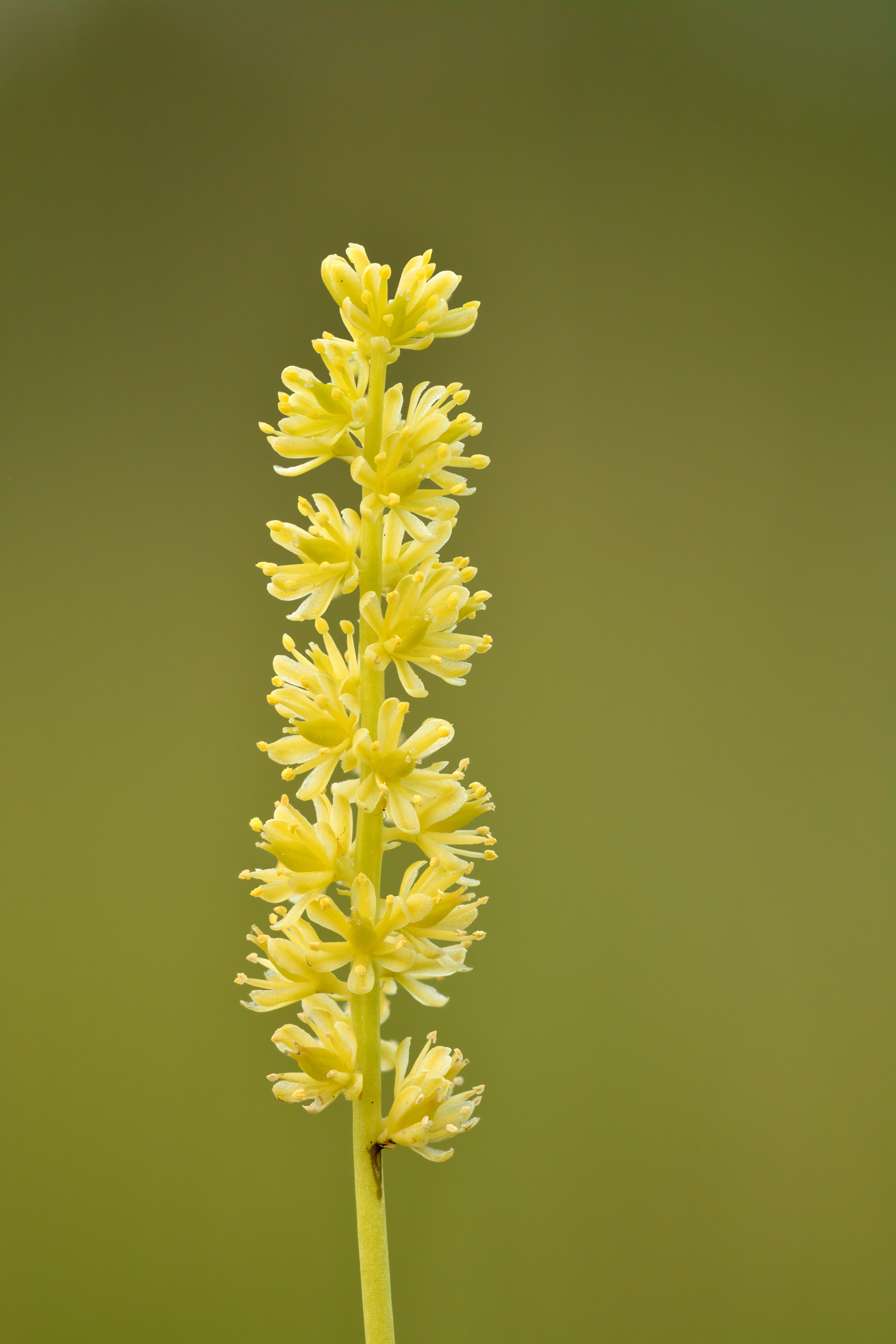
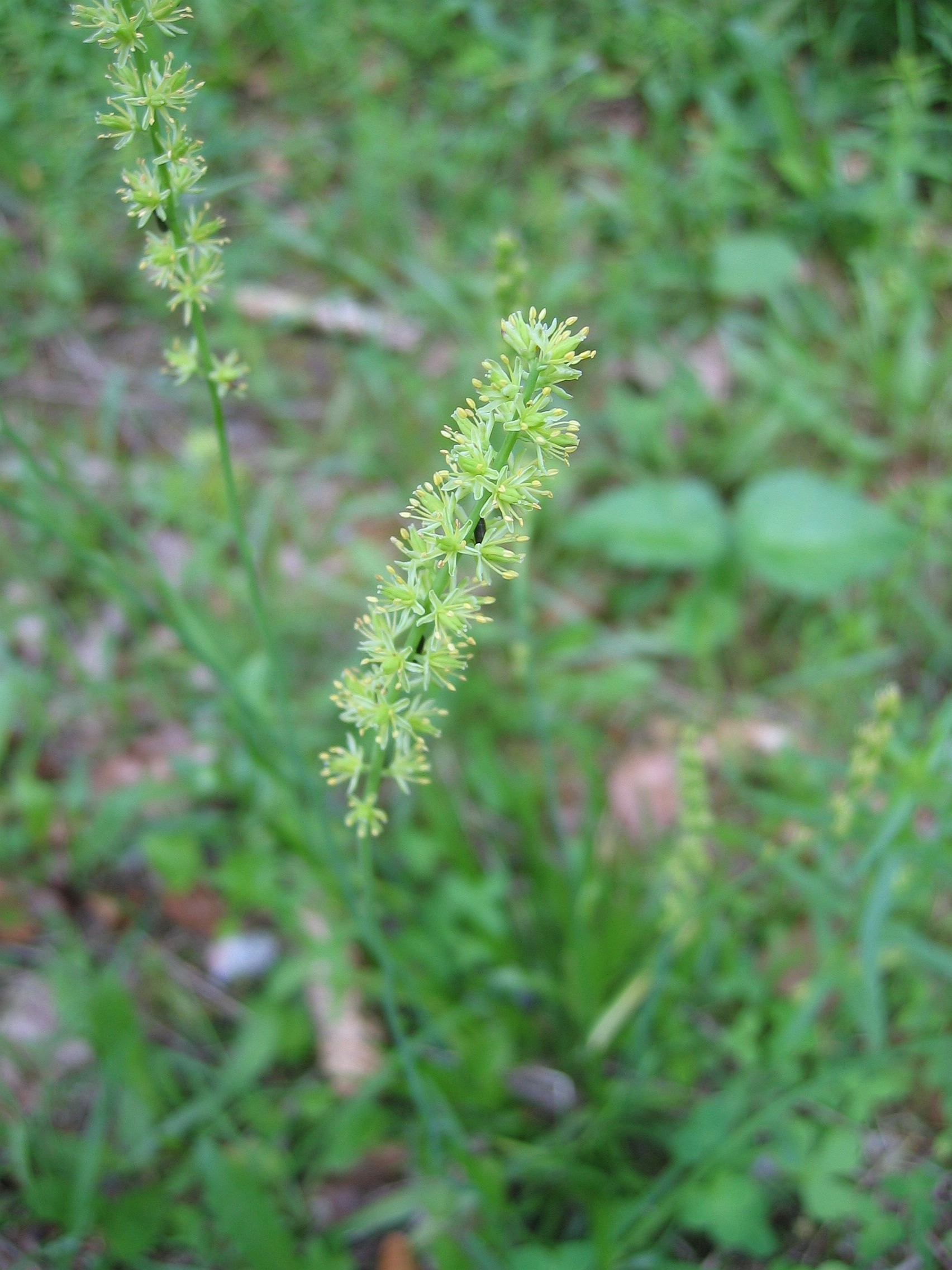
Spécimen en Autriche.
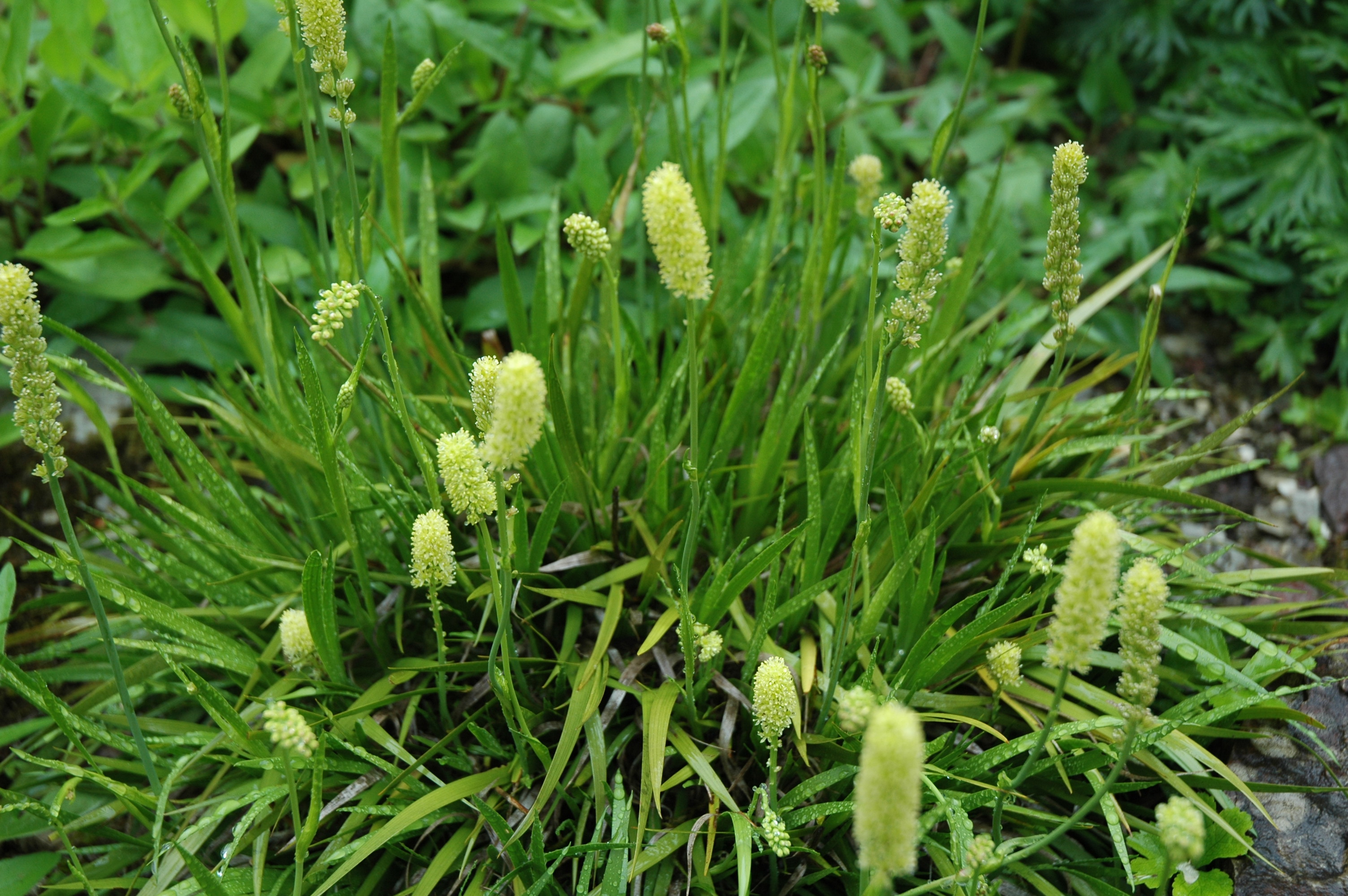
Spécimen en Allemagne
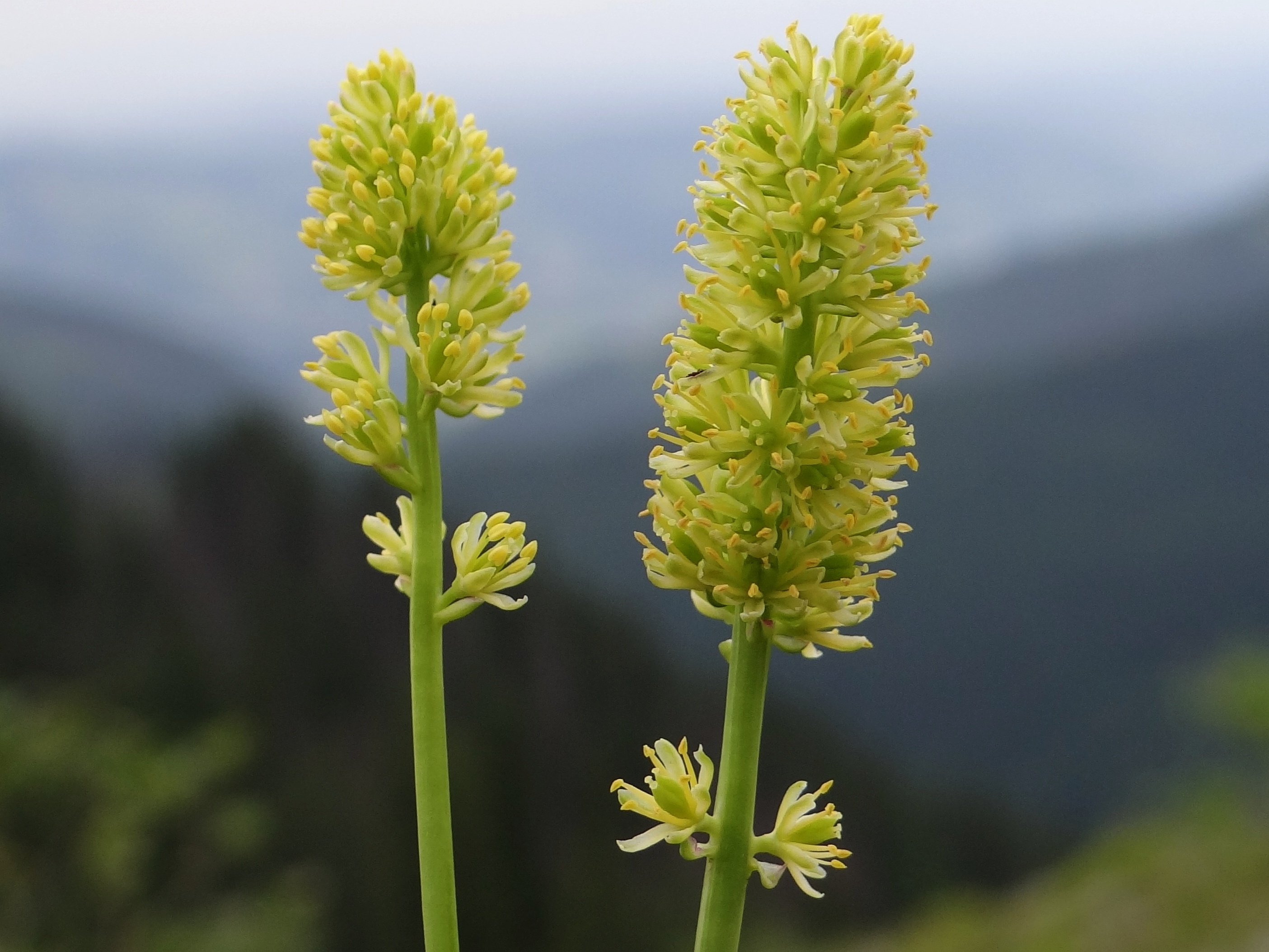
Détail de l'inflorescence.